# Замок Дамбартон

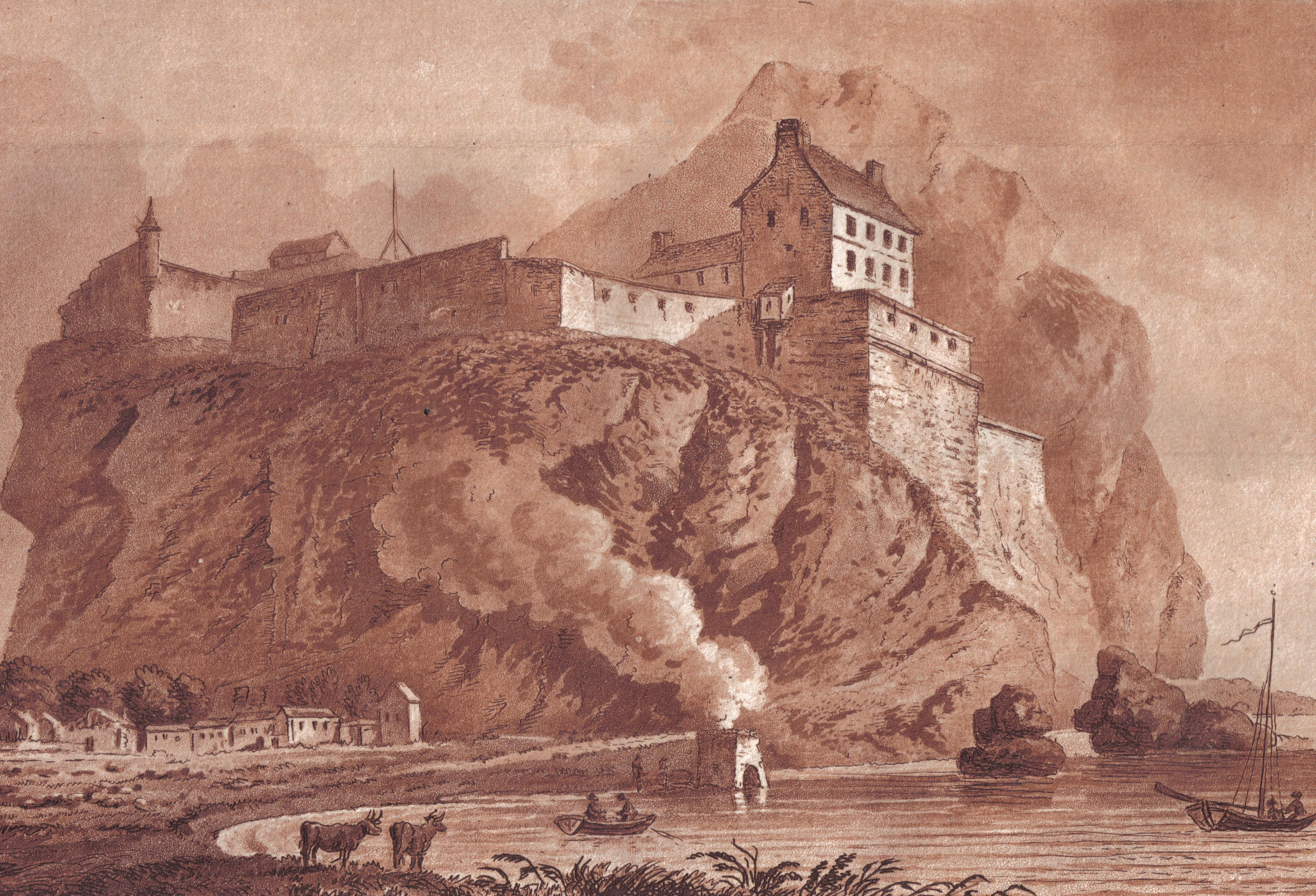
Замок Дамбартон в 1800 р.

Замок Дамбартон (англ. Dumbarton) знаходиться в графстві Дамбартоншир.

## Історія
В 1674 р. в замку утримувався під вартою замісник командуючого Королівської армії в Шотландії генерал Вільям Драммонд, якого звинуватили в потаємних симпатіях до мятіжних ковенантерів.

## Ресурси Інтернету
- Стаття про замок на Undiscoveredscotland.co.uk [Архівовано 23 жовтня 2013 у Wayback Machine.]
- Стаття про замок на Electricscotland.com [Архівовано 31 липня 2013 у Wayback Machine.]
- Clyde Waterfront Heritage, Dumbarton Castle
- www.rampantscotland.com Dumbarton Castle [Архівовано 31 березня 2014 у Wayback Machine.]
- Electric Scotland on the castle [Архівовано 31 липня 2013 у Wayback Machine.]
- Map of Geoffrey of Monmouth's Britain [Архівовано 17 грудня 2013 у Wayback Machine.], including Dumbarton, Siân Echard, University of British Columbia

1. ↑  https://hillforts.arch.ox.ac.uk/?query=Atlas_of_Hillforts_4166_0%2CMain_Atlas_Number%2C1365
2. ↑  http://portal.historicenvironment.scot/designation/SM90107